# 短殖舌形虫
短殖舌形虫（学名：Glossobalanus mortenseni）一种分布于日本海沿岸及中国沿海的肠鳃类动物，隶属于殖翼柱头虫科舌形虫属。由荷兰学者科尔内留斯·扬·范德霍斯特于1932年描述命名。